# Фумиани, Джованни Антонио
Джова́нни Анто́нио Фумиа́ни (итал. Giovanni Antonio Fumiani; 1645 или 1643, Венеция — 1710[…], Венеция) — итальянский живописец периода позднего барокко, живший и работавший в Венеции.

## Биография

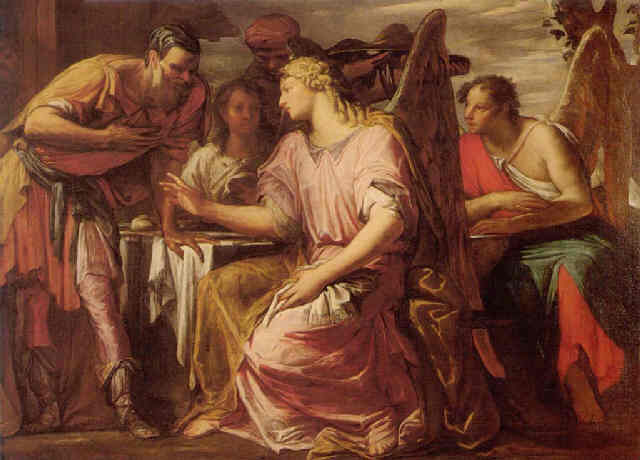
Авраам и три ангела.

Джованни родился в Венеции в семье Бьяджо и Лукреции, точный год и дата неизвестны. Из разных источников это могли быть года: 1643, 1645, 1650.
В молодом возрасте он жил и обучался в мастерской у Доменико Амброджи в Болонии. В 1666, опираясь на чертежи учителя, он создает свои первые работы.
В 1668 году он возвращается в Венецию и приступает к первой своей большой работе «Мадонна с младенцем и пять святых» в церкви Святого Бенедикта. Там же в Венеции он знакомится c Лодовико Карраччи, Александро Тиарини и Паоло Веронезе. Учится у них делать сложные архитектурные формы и яркие цвета. Помогал украшать Скуола Сан-Рокко (1675, 1676, 1678), нарисовал там «Милосердие Сан-Рокко» на потолке и несколько небольших работ. Среди последних работ картина «Фридрих III» в Сан-Заккариа и «Представление Иисуса в храм» в Собор Падуи.
Для украшения потолка церкви Сан-Панталон в Венеции он использует полотна больших размеров 25х50 метров. Он рисует там сцены из жизни Святого Пантелеймона и тратит на это почти 25 лет. Предположительно он умер от падения со строительных лесов, но также есть источники, говорящие о смерти Джованни через шесть лет после завершения работ над холстом в Сан-Панталоне. 

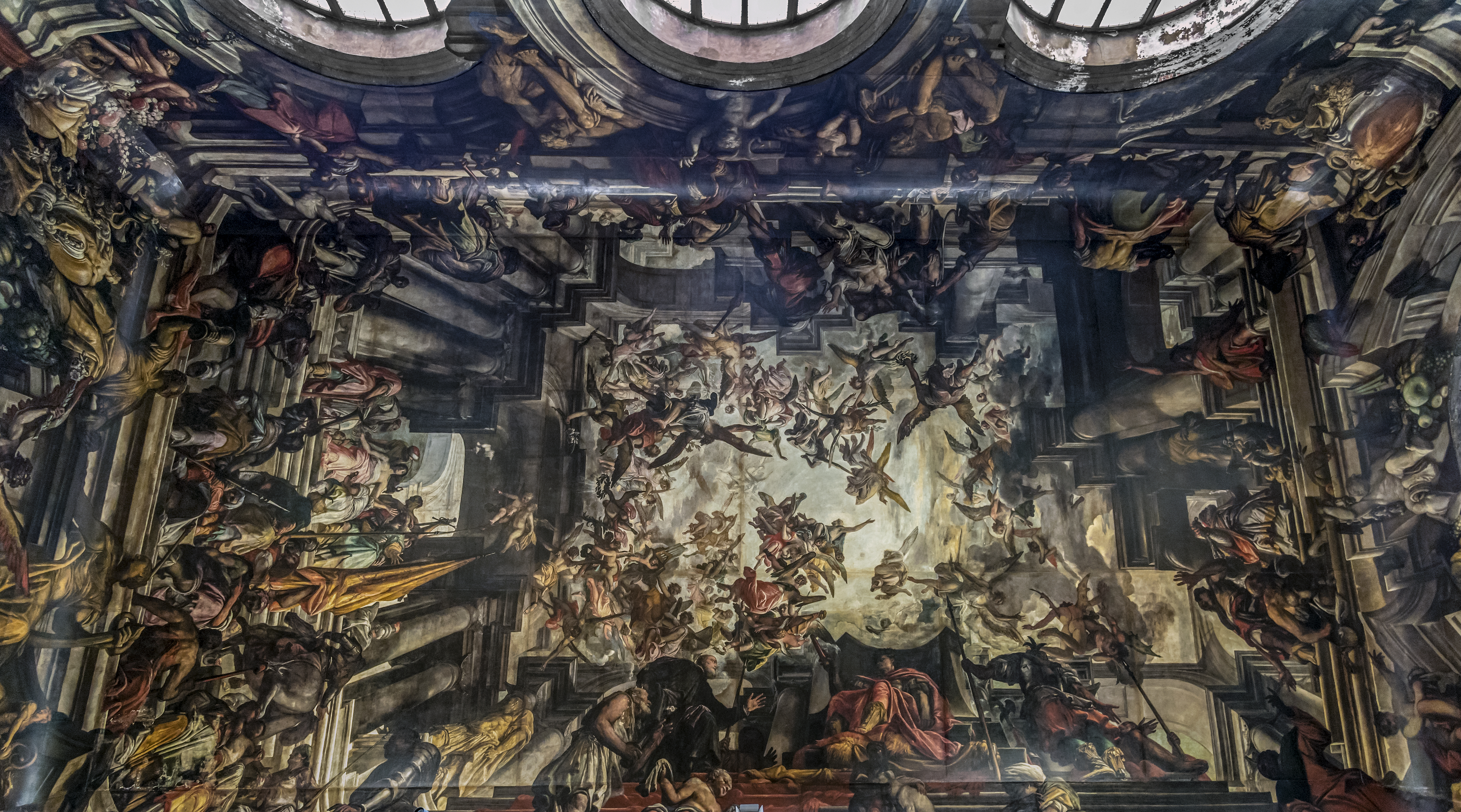
Потолочная роспись «Мученичество и вознесение Св. Пантелеймона»